# Dragon: The Bruce Lee Story (jeu vidéo)
Pour les articles homonymes, voir Dragon (homonymie).
Dragon: The Bruce Lee Story est un jeu de combat développé par Avalon Interactive et édité par Acclaim, sorti en 1993 sur Mega Drive, Super Nintendo, Jaguar, Game Gear et Master System.
Il est basé sur le film Dragon, l'histoire de Bruce Lee de Rob Cohen sorti en 1993, qui raconte d'une manière romancée la vie de Bruce Lee.

## Système de jeu
Le joueur dirige Bruce Lee et combat des ennemis, à mains nues ou avec une arme. Contrairement à la plupart des jeux du genre, il faut dans certains niveaux combattre plusieurs ennemis à la fois. Le jeu contient 10 niveaux au total et un mode où deux joueurs s'affrontent mais Bruce Lee est le seul personnage jouable dans tous les modes. Les ennemis sont donc des personnages non jouables.